# Arminda fuerteventurae
Arminda fuerteventurae is een rechtvleugelig insect uit de familie veldsprinkhanen (Acrididae). De wetenschappelijke naam van deze soort is voor het eerst geldig gepubliceerd in 1972 door Holzapfel.
1. ↑  (en) Arminda fuerteventurae op de IUCN Red List of Threatened Species.